# Depot Erstfeld

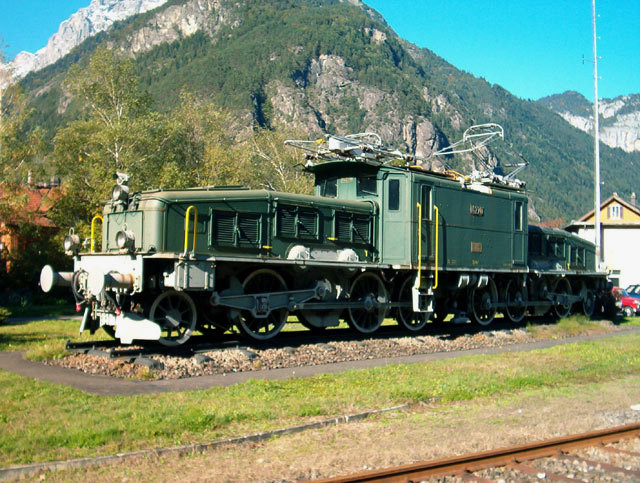
Ce 6/8 II 14270 "Krokodil" locomotief bij het depot

Depot Erstfeld is de naam van een spoorwegdepot in de Zwitserse gemeente Erstfeld dat aan in de tweede helft van de 19e eeuw in opdracht van de private spoorwegmaatschappij Gotthardbahn (afgekort GB) is gebouwd. De bouwwerkzaamheden begonnen op 12 juli 1879.
In de werkplaats van het depot vond vroeger het onderhoud aan de stoomlocomotieven en aan de elektrische locomotieven plaats. Tegenwoordig wordt de werkplaats gebruikt voor het onderhoud aan goederenwagens.
Voor het rangeren en korte treinen wordt gebruikgemaakt van een diesellocomotief.
In Erstfeld is een hulptrein een gestationeerd. Deze trein, bediend door een diesellocomotief, heeft onder meer lichte bergingsmiddelen, hersporingsmiddelen en brandbestrijdingsmiddelen aan boord. 

## Geschiedenis
In 1887 werd een wagenremise voor 24 personenwagens gebouwd en werden 4 sporen met 195 meter verlengd om goederentreinen weg te kunnen zetten.
In 1882 was de oppervlakte van het station Erstfeld 32.700 m², verder gegroeid tot een oppervlakte van 80.000 m² in 1957.
Door het in gebruik nemen op 7 mei 1973 van Integra Spoorplan-Seinhuis kon door middel van 274 knoppen in totaal 74 wissels en 26 sporen bediend worden. Voor de treindienst werden nog 81 rangeren en 22 hoofdseinen bediend. Dit systeem is nog actief als stand-by systeem.
Op 22 maart 1987 brandde het dak van de grote remisehal helemaal af. Het dak moest geheel vervangen worden. 
In 2002 werd het depot Erstfeld ingericht als depot voor SBB Historic met het doel te functioneren als verzamelplaats voor het Verkehrshauses in Luzern.
In het jaar 2004 verklaarde SBB Cargo officieel het depot Erstfeld als standplaats voor locpersoneel niet meer nodig. Het personeel werd overgenomen door depot Goldau.

## SBB Historic
Depot Erstfeld is ook een dependance van het Verkehrshaus in Luzern en herbergt een aantal voertuigen van SBB Historic. 
Op de 4 km lange traject van Erstfeld naar Amsteg-Grund is het mogelijk met groepen naar de bouwplaats van AlpTransit Gotthard AG te reizen.